# Herbert Clemens
Charles Herbert Clemens Jr., conhecido como Herbert Clemens, (Dayton, Ohio, 15 de agosto de 1939) é um matemático estadunidense, especialista em geometria algébrica complexa.

## Vida
Clemens obteve o grau de bacharel em 1961 no Holy Cross College, Indiana, com um Ph.D. em 1966 na Universidade da Califórnia em Berkeley, orientado por Phillip Griffiths, com a tese Picard-Lefschetz Theorem for Families of Algebraic Varieties Acquiring Certain Singularities. Em 1970 foi professor assistente na Universidade Columbia, sendo depois professor associado, indo em 1975 para a Universidade de Utah como professor associado, tornando-se professor pleno em 1976.
Clemens foi professor visitante do Instituto de Estudos Avançados de Princeton de setembro de 1968 a amrço de 1970 e de setembro de 2001 a junho de 2003. Foi palestrante convidado do Congresso Internacional de Matemáticos em Vancouver (1974) em em Berkeley (1986: Curves on higher dimensional complex projective manifolds).
Em 1986 Clemens foi um editor do Pacific Journal of Mathematics.
Casou em 1983 e tem três filhos.

## Publicações selecionadas

### Artigos
- «Picard-Lefschetz theorem for families of nonsingular algebraic varieties acquiring ordinary singularities». Trans. Amer. Math. Soc. 136: 93–108. 1969. MR 0233814. doi:10.1090/s0002-9947-1969-0233814-9
- com Phillip Griffiths: «The Intermediate Jacobian of the Cubic Threefold». Annals of Mathematics. 95: 281–356. 1972. JSTOR 1970801. doi:10.2307/1970801
- «Homological equivalence modulo algebraic equivalence is not finitely generated» (PDF). Publications Mathématiques de l'IHÉS. 58: 19–38. 1983. doi:10.1007/bf02953771
- «Curves on generic hypersurfaces» (PDF). Annales Scientifiques de l'École Normale Supérieure. 19 (4): 629–636. 1986

### Livros
- A scrapbook of complex curve theory. [S.l.]: Plenum Press. 1980
- editor com János Kollár: Current topics in complex algebraic geometry. [S.l.]: Cambridge UP. 1995
- com Michael A. Clemens: Geometry for the class room, Springer 1991
- editor com Spencer Bloch e outros: Algebraic Geometry: Bowdoin 1985, 2 vols., AMS 1987; Part 1. [S.l.: s.n.] Part 2. [S.l.: s.n.]
- co-contribuidor com Alessio Corti para o livro de autoria de János Kollár e Shigefumi Mori: Birational geometry of algebraic varieties, Cambridge UP 1998.